# Wuppertaler Sport-Verein 1979-1980
Questa voce raccoglie le informazioni riguardanti il Wuppertaler Sport-Verein nelle competizioni ufficiali della stagione 1979-1980.

## Stagione
Nella stagione 1979-1980 il Wuppertal, allenato da Bernd Hoss, Rolf Müller, Heinz Lucas e [[]], concluse il campionato di 2. Bundesliga al 20º posto. In Coppa di Germania il Wuppertal fu eliminato al primo turno dal Wormatia Worms.

## Rosa
| N. |                     | Ruolo | Calciatore        |
| -- | ------------------- | ----- | ----------------- |
|    | Germania (bandiera) | P     | Ulrich Gelhard    |
|    | Serbia (bandiera)   | P     | Vladimir Kovačić  |
|    | Germania (bandiera) | P     | Dieter Schlosser  |
|    | Germania (bandiera) | D     | Bernd Budt        |
|    | Germania (bandiera) | D     | Lothar Dupke      |
|    | Germania (bandiera) | D     | Norbert Heidemann |
|    | Germania (bandiera) | D     | Rüdiger Klug      |
|    | Germania (bandiera) | D     | Wolfgang Koch     |
|    | Germania (bandiera) | D     | Michael Loesch    |
|    | Germania (bandiera) | D     | Detlef Meyer      |
|    | Germania (bandiera) | D     | Erich Miß         |
|    | Germania (bandiera) | D     | Rudi Müller       |
|    | Germania (bandiera) | D     | Gerhard Pecl      |

| N. |                     | Ruolo | Calciatore           |
| -- | ------------------- | ----- | -------------------- |
|    | Germania (bandiera) | D     | Ingo Pentrup         |
|    | Germania (bandiera) | C     | Dieter Allig         |
|    | Germania (bandiera) | C     | Hans-Günter Etterich |
|    | Belgio (bandiera)   | C     | Antoine Fagot        |
|    | Germania (bandiera) | C     | Werner Lindecker     |
|    | Germania (bandiera) | C     | Karl Heinz Pape      |
|    | Germania (bandiera) | C     | Karl-Heinz Zorr      |
|    | Germania (bandiera) | A     | Rainer Jakobs        |
|    | Germania (bandiera) | A     | Andreas Künnecke     |
|    | Germania (bandiera) | A     | Siegbert Maschotta   |
|    | Germania (bandiera) | A     | Peter Redder         |
|    | Germania (bandiera) | A     | Gerd Sondermann      |
|    | Germania (bandiera) | A     | Peter Wloka          |

## Organigramma societario
Area tecnica
- Allenatore: Rolf Müller
- Allenatore in seconda:
- Preparatore dei portieri:
- Preparatori atletici:

## Calciomercato

### Sessione estiva
| Acquisti | Acquisti             | Acquisti              | Acquisti |
| R.       | Nome                 | da                    | Modalità |
| -------- | -------------------- | --------------------- | -------- |
| C        | Dieter Allig         | Eintracht Francoforte |          |
| C        | Hans-Günter Etterich | Westfalia Herne       |          |
| D        | Detlef Meyer         | Borussia Dortmund     |          |
| C        | Karl Heinz Pape      | Viktoria Colonia      |          |
| A        | Peter Wloka          | Wattenscheid 09       |          |

| Cessioni | Cessioni       | Cessioni     | Cessioni |
| R.       | Nome           | a            | Modalità |
| -------- | -------------- | ------------ | -------- |
| A        | Peter Hayduk   | Hannover 96  |          |
| A        | Günter Pröpper | Wuppertal II |          |
| D        | Detlef Spincke | Lurup        |          |

### Sessione invernale
| Acquisti | Acquisti    | Acquisti | Acquisti |
| R.       | Nome        | da       | Modalità |
| -------- | ----------- | -------- | -------- |
| D        | Rudi Müller | Colonia  |          |

| Cessioni | Cessioni | Cessioni | Cessioni |
| R.       | Nome     | a        | Modalità |
| -------- | -------- | -------- | -------- |

## Risultati

### 2. Bundesliga

#### Girone di andata
| Arbitro: | Kespohl |

|                  |           |                   |
| Dupke 77’ (rig.) | Marcatori | 34’, 39’ Buhsfeld |

| Arbitro: | Barnick |

|                                   |           |  |
| Mense 14’ Jürgens 24’ Hintzen 86’ | Marcatori |  |

| Arbitro: | Reichmann |

|               |           |                       |
| Lindecker 11’ | Marcatori | 57’ Anders 88’ Mertes |

| Arbitro: | Kautschor |

|                              |           |                      |
| Lopatenko 63’ Scheermann 90’ | Marcatori | 40’ Redder 78’ Allig |

| Wuppertal 22 agosto 1979 5ª giornata | Wuppertal | 0 – 0 referto | Viktoria Colonia | Stadion am Zoo (3 800 spett.)\| Arbitro: \| Fiene \| |
| Arbitro:                             | Fiene     |               |                  |                                                      |

| Arbitro: | Gabriel |

|                                       |           |  |
| Mödrath 23’, 29’ Gless 40’ Linßen 59’ | Marcatori |  |

| Wuppertal 8 settembre 1979 7ª giornata | Wuppertal | 0 – 0 referto | Wattenscheid 09 | Stadion am Zoo (1 900 spett.)\| Arbitro: \| Schön \| |
| Arbitro:                               | Schön     |               |                 |                                                      |

| Arbitro: | Prinz |

|                |           |  |
| Goscianiak 53’ | Marcatori |  |

| Arbitro: | Kespohl |

|                       |           |                           |
| Miß 34’ Lindecker 66’ | Marcatori | 41’, 86’ Zander 54’ Krehl |

| Arbitro: | Osmers |

|             |           |          |
| Krumbein 7’ | Marcatori | 44’ Koch |

| Arbitro: | Vordanz |

|                                              |           |           |
| Mill 11’, 57’, 76’ Lippens 60’ Meininger 85’ | Marcatori | 47’ Allig |

| Arbitro: | Milkert |

|                                |           |                           |
| Fagot 37’ Jakobs 58’ Allig 76’ | Marcatori | 29’ Jochimiak 84’ Neumann |

| Arbitro: | Kopka |

|                              |           |           |
| Mentzel 9’ Bebensee 64’, 75’ | Marcatori | 67’ Dupke |

| Arbitro: | Wichmann |

|          |           |                       |
| Zorr 20’ | Marcatori | 29’ Elfering 81’ Lenz |

| Arbitro: | Wippker |

|                                  |           |  |
| Kosien 78’ (rig.) Regenbogen 81’ | Marcatori |  |

| Arbitro: | Glasneck |

|  |           |                                   |
|  | Marcatori | 59’ Sackewitz 79’, 90’ Eilenfeldt |

| Arbitro: | Risse |

|                 |           |  |
| Clute-Simon 57’ | Marcatori |  |

| Arbitro: | Eschweiler |

|          |           |                                                       |
| Fagot 6’ | Marcatori | 16’ (aut.) Schlosser 31’, 62’, 79’ Lorenz 88’ Feilzer |

| Arbitro: | Kautschor |

|                      |           |  |
| Stolzenburg 24’, 60’ | Marcatori |  |

#### Girone di ritorno
| Oberhausen 18 gennaio 1980 20ª giornata | RW Oberhausen | 0 – 0 referto | Wuppertal | Niederrheinstadion (1 000 spett.)\| Arbitro: \| Teichert \| |
| Arbitro:                                | Teichert      |               |           |                                                             |

| Arbitro: | Filipiak |

|                             |           |             |
| Allig 1’ Wloka 20’ Koch 69’ | Marcatori | 49’ Semlits |

| Arbitro: | Lins |

|                       |           |  |
| Mertes 49’ Hayduk 77’ | Marcatori |  |

| Arbitro: | Meijerink |

|                     |           |  |
| Allig 10’ Fagot 83’ | Marcatori |  |

| Arbitro: | Wahmann |

|                        |           |            |
| Schmitz 10’ Segler 13’ | Marcatori | 70’ Loesch |

| Arbitro: | Waltert |

|            |           |                     |
| Redder 41’ | Marcatori | 15’ Mödrath 31’ Hey |

| Arbitro: | Vordanz |

|                                         |           |          |
| Kunkel 2’, 6’ (rig.), 84’ Hünerlage 78’ | Marcatori | 52’ Koch |

| Arbitro: | Rieb |

|           |           |  |
| Allig 86’ | Marcatori |  |

| Arbitro: | Retzmann |

|                    |           |          |
| Linz 80’, 82’, 86’ | Marcatori | 5’ Fagot |

| Arbitro: | Wippker |

|  |           |            |
|  | Marcatori | 65’ Schmid |

| Arbitro: | Eggers |

|                   |           |                                              |
| Redder 54’ (rig.) | Marcatori | 13’ (rig.) Lippens 52’ Diemand 80’ Meininger |

| Arbitro: | Zittrich |

|          |           |              |
| Witt 56’ | Marcatori | 37’ Etterich |

| Arbitro: | Teichert |

|               |           |                         |
| Maschotta 27’ | Marcatori | 22’ Sydekum 85’ Bentrup |

| Arbitro: | Nolte |

|                                           |           |                   |
| Seegler 28’ Dzieciol 44’ Elm 58’ Lenz 85’ | Marcatori | 35’ (rig.) Redder |

| Arbitro: | Prinz |

|                     |           |                                     |
| Loesch 64’ Budt 88’ | Marcatori | 55’ Leske 63’ Wiesenthal 69’ Kosien |

| Arbitro: | Kohnen |

|                                             |           |                   |
| Sackewitz 25’, 41’, 48’ Eilenfeldt 44’, 84’ | Marcatori | 70’ (rig.) Redder |

| Arbitro: | Reichmann |

|                                     |           |                           |
| Redder 10’ Maschotta 50’ Jakobs 70’ | Marcatori | 49’ Sinnigen 77’ Bertrams |

| Arbitro: | Eggers |

|                                             |           |          |
| Rosenfeld 7’, 51’ Lorenz 55’, 80’ Harth 86’ | Marcatori | 62’ Klug |

| Arbitro: | Niemann |

|  |           |               |
|  | Marcatori | 7’ Grunenberg |

### Coppa di Germania
| Arbitro: | Risse |

|                  |           |                                                 |
| Dupke 62’ (rig.) | Marcatori | 52’ (aut.) Miß 53’ Mattern 87’ Bihn 89’ Ruschek |

## Statistiche

### Statistiche di squadra
| Competizione      | Punti | In casa | In casa | In casa | In casa | In casa | In casa | In trasferta | In trasferta | In trasferta | In trasferta | In trasferta | In trasferta | Totale | Totale | Totale | Totale | Totale | Totale | DR  |
| Competizione      | Punti | G       | V       | N       | P       | Gf      | Gs      | G            | V            | N            | P            | Gf           | Gs           | G      | V      | N      | P      | Gf     | Gs     | DR  |
| ----------------- | ----- | ------- | ------- | ------- | ------- | ------- | ------- | ------------ | ------------ | ------------ | ------------ | ------------ | ------------ | ------ | ------ | ------ | ------ | ------ | ------ | --- |
| 2. Bundesliga     | 16    | 19      | 5       | 2       | 12      | 23      | 34      | 19           | 0            | 4            | 15           | 12           | 50           | 38     | 5      | 6      | 27     | 35     | 84     | -49 |
| Coppa di Germania | -     | 1       | 0       | 0       | 1       | 1       | 4       | 0            | 0            | 0            | 0            | 0            | 0            | 1      | 0      | 0      | 1      | 1      | 4      | -3  |
| Totale            | 16    | 20      | 5       | 2       | 13      | 24      | 38      | 19           | 0            | 4            | 15           | 12           | 50           | 39     | 5      | 6      | 28     | 36     | 88     | -52 |

### Andamento in campionato
| Giornata  | 1  | 2  | 3  | 4  | 5  | 6  | 7  | 8  | 9  | 10 | 11 | 12 | 13 | 14 | 15 | 16 | 17 | 18 | 19 | 20 | 21 | 22 | 23 | 24 | 25 | 26 | 27 | 28 | 29 | 30 | 31 | 32 | 33 | 34 | 35 | 36 | 37 | 38 |
| --------- | -- | -- | -- | -- | -- | -- | -- | -- | -- | -- | -- | -- | -- | -- | -- | -- | -- | -- | -- | -- | -- | -- | -- | -- | -- | -- | -- | -- | -- | -- | -- | -- | -- | -- | -- | -- | -- | -- |
| Luogo     | C  | T  | C  | T  | C  | T  | C  | T  | C  | T  | T  | C  | T  | C  | T  | C  | T  | C  | T  | T  | C  | T  | C  | T  | C  | T  | C  | T  | C  | C  | T  | C  | T  | C  | T  | C  | T  | C  |
| Risultato | P  | P  | P  | N  | N  | P  | N  | P  | P  | N  | P  | V  | P  | P  | P  | P  | P  | P  | P  | N  | V  | P  | V  | P  | P  | P  | V  | P  | P  | P  | N  | P  | P  | P  | P  | V  | P  | P  |
| Posizione | 13 | 19 | 20 | 19 | 18 | 19 | 18 | 18 | 19 | 18 | 19 | 18 | 19 | 19 | 19 | 19 | 20 | 20 | 20 | 20 | 19 | 19 | 19 | 19 | 19 | 19 | 19 | 19 | 20 | 20 | 19 | 20 | 20 | 20 | 20 | 20 | 20 | 20 |

Legenda:

Luogo: C = Casa; T = Trasferta. Risultato: V = Vittoria; N = Pareggio; P = Sconfitta.

### Statistiche dei giocatori
| Giocatore     | 2. Bundesliga | 2. Bundesliga | 2. Bundesliga | 2. Bundesliga | Coppa di Germania | Coppa di Germania | Coppa di Germania | Coppa di Germania | Totale   | Totale | Totale      | Totale     |
| Giocatore     | Presenze      | Reti          | Ammonizioni   | Espulsioni    | Presenze          | Reti              | Ammonizioni       | Espulsioni        | Presenze | Reti   | Ammonizioni | Espulsioni |
| ------------- | ------------- | ------------- | ------------- | ------------- | ----------------- | ----------------- | ----------------- | ----------------- | -------- | ------ | ----------- | ---------- |
| D. Allig      | 30            | 6             | 3             | 0             | 1                 | 0                 | 0                 | 0                 | 31       | 6      | 3           | 0          |
| B. Budt       | 7             | 1             | 0             | 0             | 0                 | 0                 | 0                 | 0                 | 7        | 1      | 0           | 0          |
| L. Dupke      | 31            | 2             | 6             | 1             | 1                 | 1                 | 0                 | 0                 | 32       | 3      | 6           | 1          |
| H. Etterich   | 14            | 1             | 4             | 0             | 0                 | 0                 | 0                 | 0                 | 14       | 1      | 4           | 0          |
| A. Fagot      | 30            | 4             | 4             | 0             | 1                 | 0                 | 0                 | 0                 | 31       | 4      | 4           | 0          |
| U. Gelhard    | 0             | 0             | 0             | 0             | 0                 | 0                 | 0                 | 0                 | 0        | 0      | 0           | 0          |
| N. Heidemann  | 30            | 0             | 3             | 0             | 0                 | 0                 | 0                 | 0                 | 30       | 0      | 3           | 0          |
| R. Jakobs     | 22            | 2             | 0             | 0             | 1                 | 0                 | 0                 | 0                 | 23       | 2      | 0           | 0          |
| R. Klug       | 3             | 1             | 0             | 0             | 0                 | 0                 | 0                 | 0                 | 3        | 1      | 0           | 0          |
| W. Koch       | 25            | 3             | 4             | 0             | 1                 | 0                 | 0                 | 0                 | 26       | 3      | 4           | 0          |
| V. Kovačić    | 29            | 0             | 1             | 0             | 0                 | 0                 | 0                 | 0                 | 29       | 0      | 1           | 0          |
| A. Künnecke   | 1             | 0             | 0             | 0             | 0                 | 0                 | 0                 | 0                 | 1        | 0      | 0           | 0          |
| W. Lindecker  | 19            | 2             | 1             | 0             | 1                 | 0                 | 0                 | 0                 | 20       | 2      | 1           | 0          |
| M. Loesch     | 27            | 2             | 4             | 0             | 1                 | 0                 | 0                 | 0                 | 28       | 2      | 4           | 0          |
| S. Maschotta  | 12            | 2             | 0             | 0             | 0                 | 0                 | 0                 | 0                 | 12       | 2      | 0           | 0          |
| D. Meyer      | 28            | 0             | 0             | 0             | 1                 | 0                 | 0                 | 0                 | 29       | 0      | 0           | 0          |
| E. Miß        | 37            | 1             | 4             | 0             | 1                 | 0                 | 1                 | 0                 | 38       | 1      | 5           | 0          |
| R. Müller     | 4             | 0             | 0             | 0             | 0                 | 0                 | 0                 | 0                 | 4        | 0      | 0           | 0          |
| K. Pape       | 18            | 0             | 2             | 0             | 1                 | 0                 | 0                 | 0                 | 19       | 0      | 2           | 0          |
| G. Pecl       | 21            | 0             | 2             | 0             | 0                 | 0                 | 0                 | 0                 | 21       | 0      | 2           | 0          |
| I. Pentrup    | 9             | 0             | 2             | 0             | 0                 | 0                 | 0                 | 0                 | 9        | 0      | 2           | 0          |
| P. Redder     | 31            | 6             | 2             | 1             | 1                 | 0                 | 0                 | 0                 | 32       | 6      | 2           | 1          |
| D. Schlosser  | 11            | 0             | 0             | 0             | 1                 | 0                 | 0                 | 0                 | 12       | 0      | 0           | 0          |
| G. Sondermann | 1             | 0             | 0             | 0             | 0                 | 0                 | 0                 | 0                 | 1        | 0      | 0           | 0          |
| P. Wloka      | 25            | 1             | 0             | 0             | 1                 | 0                 | 0                 | 0                 | 26       | 1      | 0           | 0          |
| K. Zorr       | 12            | 1             | 2             | 0             | 0                 | 0                 | 0                 | 0                 | 12       | 1      | 2           | 0          |